# Hostages
Hostages är en amerikansk TV-serie, thriller, från 2013 i femton 40-minutersavsnitt. Serien är skapad av Omri Givon, Rotem Shamir och Chayim Sharir och medverkande skådespelare är bland andra Toni Collette, Dylan McDermott och Tate Donovan. Serien började sändas hösten 2013 i USA på TV-kanalen CBS, och i Sverige först 2014 mellan den 13 oktober och 5 november i TV4.

## Handling
President Kincaids nya kirurg Ellen Sanders med familj (make och två tonåringar) tas som gisslan av Duncan Carlisle och hans tre kompanjoner, som hållit span i två år och känner till i princip allt om familjen Sanders. Ellen tvingas via en operation dagen efter att döda presidenten (som med tiden visar sig ha en syndig bakgrund), eller annars få sin familj dödad. Det visar sig dock att presidenten på morgonen innan operationen fått i sig blodförtunnande medel, och operationen framflyttas två veckor. Familjen Sanders ombeds att leva ett "normalt" liv under tiden, men under ständig bevakning, med gisslanhållarna i huset och utanför låtsas som om allt är som vanligt.
Inledningsvis vet familjen Sanders inte att Duncan är en FBI-agent som har en åttaårig dotter och en leukemi-sjuk hustru, och att betydligt fler inblandade personer ligger bakom dådet mot presidenten.

## Rollista (i urval)
- Toni Collette – Dr. Ellen Sanders
- Dylan McDermott – FBI-agent Duncan Carlisle
- Tate Donovan – Brian Sanders
- Quinn Shephard – Morgan Sanders
- Mateus Ward – Jake Sanders
- Billy Brown – Archer Petit
- Sandrine Holt – Sandrine Renault
- Rhys Coiro – Kramer Delaney
- James Naughton – President Paul Kincaid